# Wrocław Vandtårn
Wrocław Vandtårn er et tidligere vandtårn beliggende i Borek, Wrocław, Polen. Tårnet er opført i årene 1904-1905 og har en højde af 63 meter. Man har siden 1906 kunnet komme med elevator komme op til en udsigtspost på 42 meter. Tårnet blev taget ud af drift i midten af 1980'erne.
Under Slaget om Breslau i 1945 tjente tårnet som kommandopost. De omgivende områder blev bombet kraftigt, men tårnet forblev næsten intakt under anden verdenskrig. Dog blev tårnet under krigen og i de efterfølgende år stærkt forsømt.
I 1995 købte Stephan Elektronik Investment Company tårnet af byen. Bygget blev fornyet og begyndte dets nye liv som en stilfuld restaurant kaldet Wieża Cisnień (polsk navn for "vandtårn").